# Охотник каёмчатый
Охотник каёмчатый (лат. Dolomedes fimbriatus) — вид аранеоморфных пауков из семейства Pisauridae, распространённый в Евразии.

## Описание
Длина тела самки составляет от 15 до 22 мм, длина тела самца — от 10 до 13 мм. Окрас тела варьирует у обоих полов от жёлто-коричневого до чёрно-коричневого цвета. По бокам тела имеются белые или жёлтые продольные полосы. У многих особей, прежде всего у детёнышей, реже у более взрослых, длинные полосы полностью отсутствуют. Тогда паук окрашен в жёлто-коричневый цвет.

## Места обитания
Паук живёт на берегу стоячих или медленно текущих водоёмов. Он обитает в верховых болотах, на влажных лугах, в заболоченных лесах, а также в садах.

## Образ жизни
Паук не строит убежища и держится в прибрежной растительности. Благодаря густому волосяному покрову он хорошо передвигается по воде и даже ныряет под воду при опасности. Однако в отличие от водяного паука-серебрянки он не может находиться под водой долго.

## Питание
Питается этот вид не только насекомыми и головастиками, но и мелкой рыбой, которую он молниеносно хватает и убивает за несколько секунд смертоносным укусом. Свою добычу паук тащит на берег, где разжижает и поглощает её в течение нескольких часов.

## Размножение
Спаривание происходит в мае и июне. В отличие от пизаур, у каёмчатых охотников самец не приносит самке добычу в подарок, а напротив, ждёт, чтобы самка сама что-нибудь поймала. В то время как самка поедает добычу, самец может приблизиться к ней. При этом часто неосторожные самцы сами становятся добычей. Начиная с конца июня самка паука кладёт до 1000 яиц в шарообразный от белёсого до светло-коричневого цвета кокон диаметром до 1 см. Незадолго до появления молодых пауков она подвешивает его на прибрежных растениях и охраняет его. Развитие детёнышей двухгодичное. Молодь выходит в середине лета и нередко в массе скопляется на прибрежных растениях. Молодые пауки окрашены чаще в светлый зеленовато-жёлтый цвет.